# Festival Internacional de la Canción de Mallorca
El Festival Internacional de la Canción de Mallorca fue un festival de música ligera celebrado en la ciudad española de la Palma de Mallorca entre 1964 y 1970. Las bases de las convocatorias de este festival favorecían la presentación de canciones que promocionaran la isla balear como destino turístico y allí se presentaron canciones que tuvieron un gran eco en los años sesenta: «Me lo dijo Pérez», «Vuelo 502», «El turista 1.999.999» o «El puente». Los trofeos que se repartían eran la Caracola de Oro, Caracola de Plata, Caracola de Bronce y Caracola de Hierro a los cuatro primeros clasificados.

## Ediciones

### Primera edición (1964)
La primera convocatoria de este festival tuvo lugar entre los días 8 y 10 de julio de 1964. La sede fue el hotel Cristina del complejo turístico Playas de Palma, emplazado entre Can Pastilla y El Arenal. Presentaron José Luis Uribarri e Irene Mir y colaboró el cantante estadounidense Andy Russell, que se dirigió en inglés a los espectadores internacionales.
Llegaron partituras de varios países con temas alusivos a Mallorca y las canciones elegidas fueron asignadas a artistas de diversas nacionalidades seleccionados por la organización. Entre las voces que entonaron las diferentes canciones figuraron la francesa Frida Boccara, el argentino Alberto Cortez (que recibió la Caracola de Plata al mejor intérprete del festival), la griega Nini Zaha, la irlandesa Mary Selhan, la italiana Nella Colombo y una nutrida representación de cantantes españoles: Salomé, Mochi, Antoni Parera, Antoni Mus, Franciska, Luis Gardey, Sonia y Hermanas Serrano, además de dos intérpretes salidos del programa de TVE Salto a la fama, Luis Recatero y Laura.
Cada canción se interpretó en dos versiones: una acompañada por la orquesta melódica del festival integrada por veintiséis profesores y otra, por un conjunto rítmico formado por siete músicos.
Los trofeos del festival fueron sufragados por el Ministerio de Información y Turismo y los premios económicos fueron aportados por el Ayuntamiento de Palma de Mallorca. Ese año se repartieron trofeos entre los cuatro primeros clasificados: Caracola de Oro, Caracola de Plata, Caracola de Bronce y Caracola de Hierro. 
| Puesto | País      | Título                                 | Intérpretes                  |
| ------ | --------- | -------------------------------------- | ---------------------------- |
| 1.º    | Francia   | «Quand Palma chantait»                 | Frida Boccara, Luis Recatero |
| 2.º    | Argentina | «Mallorca, Mallorca, caracola del mar» | Alberto Cortez               |
| 3.º    | Grecia    | «A Palma, a Palma»                     | Nini Zaha, Vassilisky        |
| 4.º    | España    | «Les muntanyes»                        | Antoni Parera, Antoni Mus    |

### Segunda edición (1965)
Celebrada los días 16, 17 y 18 de junio de 1965. La ubicación de aquella edición fue a los pies del conjunto arquitectónico formado por el palacio real de la Almudaina y la catedral de Santa María, donde se erigió un escenario de 22 m² creado por el arquitecto Miguel Vicens. Los presentadores volvieron a ser Uribarri y Mir, pero acompañados esta vez por la griega Carlota Paskarbis que hizo las veces de copresentadora internacional.
La organización recibió 336 canciones procedentes de compositores de dieciocho países y la lista de seleccionadas se redujo a veinte canciones procedentes de siete países, entre los cuales hubo composiciones en español, francés, italiano, inglés, griego o catalán. Los temas representaban al país de cuya nacionalidad era el compositor, aunque no coincidiera con la del artista que defendía la canción. Los artistas seleccionados para interpretar las canciones fueron Michel, Juan Carlos Monterrey, Karina, Lita Torelló o Elder Barber, entre otros.
La canción premiada con la Caracola de Oro fue «Recordar», de Carlos Céspedes y Mario Sellés e interpretada por Mochi y Adriángela. Sin embargo, la canción más conocida de aquella edición fue la subcampeona, «Me lo dijo Pérez», original del argentino Cortez y defendida por Mochi y Karina. El jurado la condecoró además con la Caracola de Plata a la mejor canción procedente de un país hispanoamericano. Se comercializaron varias versiones de la canción.
Las cantantes Karina y Adriángela obtuvieron un premio consistente en quince días de estancia en Suecia.
| Puesto | País      | Título               | Intérpretes                   |
| ------ | --------- | -------------------- | ----------------------------- |
| 1.º    | España    | «Recordar»           | Adriángela y Mochi            |
| 2.º    | Argentina | «Me lo dijo Pérez»   | Karina y Mochi                |
| 3.º    | Grecia    | «Se len Mallorca»    | Nini Zaha y Vassilisky        |
| 4.º    | Italia    | «Tornerò a Mallorca» | José María Planes y Cristóbal |

### Tercera edición (1966)
Durante los días 16, 17 y 18 de junio de 1966, Mallorca celebró en la terraza de la sala de fiestas Tito's, y con menor aforo del que el público pedía, su tercer Festival Internacional de la Canción. Compitieron veintiséis canciones llegadas de Alemania, Argentina, Cuba, Estados Unidos, España, Francia, Grecia, Italia, Japón y Suiza.
Los artistas elegidos para cantar las canciones seleccionadas en aquella edición fueron Francisco Heredero, Gelu, Luisita Tenor, Manolo Pelayo, Pili y Mili, Massiel, Madalena Iglésias, Nicola di Bari, Zoi Kurukli o Rocky Roberts, entre otros. La cantante británica Sandie Shaw animó el fin de fiesta del festival como artista invitada.
La Caracola de Oro fue para la canción «Margarita», con letra de Jorge Morell y música de Ricardo Ceratto, defendida por Tony Dallara. Precisamente los autores de la canción vencedora firmaron otra contribución al festival que se convertiría en el éxito del año, «Vuelo 502», condecorada con la Caracola de Plata a la mejor canción de autores hispanoamericanos y filipinos, concedido por el Instituto de Cultura Hispánica. Este tema fue interpretado por Los 4 de la Torre y Madalena Iglésias.
Este festival fue una de las primeras actuaciones en público de Massiel, que defendió la canción «Rufo, el pescador», interpretada también por Manolo Pelayo. Esta canción se llevó el premio de la crítica a la mejor canción española del festival. El premio de la crítica a la mejor canción extranjera del festival se lo llevó «Ti chiedo in nome dell'amore», defendida por Nicola di Bari.
| Puesto | País      | Título                             | Intérprete     |
| ------ | --------- | ---------------------------------- | -------------- |
| 1.º    | Argentina | «Margarita»                        | Tony Dallara   |
| 2.º    | España    | «Tot ja és mort»                   | Los Javaloyas  |
| 3.º    | Japón     | «Hatsukoi»                         | Teiko          |
| 4.º    | Alemania  | «Nur mein Herz bleibt in Mallorca» | Hannelore Auer |
| 5.º    | España    | «Cuando termine el verano»         | Patrick Jacque |

### Cuarta edición (1967)
La cuarta edición del festival se celebró los días 26, 27 y 28 de mayo de 1967 en la sala magna del Palacio de Congresos de Palma de Mallorca. 
La organización recibió 361 canciones de las que seleccionó veintiuno para ser interpretadas en la noche del 26 de mayo. El día 27 se interpretaron las quince finalistas y el día 28 se concedieron solemnemente los premios.
Venció por primera vez una canción italiana, «Ciao, ciao, ciao (Maiorca non ti dimenticherò)», firmada por los autores Colonnello y Testa e interpretada por Giorgio Gaber.
El premio a la mejor canción de autor hispanoamericano le fue asignado al tema «El turista 1.999.999», compuesto por el argentino Ricardo Ceratto. El grupo Los Stop popularizó la canción en el verano de 1967.
El listado de participantes estuvo integrado por Jaime Morey («Cuando llegue la tarde»), Alfredo («Una oración»), Georgie Dann («Que tu le veuilles ou nom»), Luis Varela («Cuenta un, dos, tres»), Clio Denardu («Nuestra luna»)...
| Puesto | País    | Título                                           | Intérprete    |
| ------ | ------- | ------------------------------------------------ | ------------- |
| 1.º    | Italia  | «Ciao, ciao, ciao (Maiorca non ti dimenticherò)» | Giorgio Gaber |
| 2.º    | Francia | «La mer et le soleil»                            | J. J. et Beb  |
| 3.º    | España  | «Bona nit»                                       | Parera Fons   |
| 4.º    | Italia  | «L'appuntamento»                                 | Lucia Valeri  |
| 5.º    | España  | «Ella tornà»                                     | Tony Obrador  |

### Quinta edición (1968)
La siguiente edición del festival vino marcada por un nuevo cambio de sede, al teatro Principal de Palma de Mallorca, y por ser la celebración más madrugadora de su historia (los días 2 y 3 de mayo de 1968). Presentaron Uribarri y Marisa Medina. La organización prohibió el acceso de la prensa a las bambalinas del teatro y a causa del poco espacio que había en el patio de butacas se generó una agresión entre dos fotógrafos en plena actuación de una intérprete francesa.
La organización seleccionó veinticinco canciones de las que diez pasaron a la final. La Caracola de Oro fue para el británico Bobby Hanna con la canción «Written on the Wind», original de Ivor Raymonde y Mike Hawker. Sin embargo, la canción que más calaría en el recuerdo popular fue «El puente», defendida por Los Mismos en representación de Argentina, dado que su autor era Ricardo Ceratto.
Entre los intérpretes participantes destacan Little Tony («Prega, prega»), Los Valldemossa («Monsieur Dupont»), Georgie Dann («Mallorca cocktail»), Robert Jeantal («Nuestro verano»), Los 4 Ros («Love me, love me»), Luciana Wolf («Mi noche es blanca»), etc.
| Puesto | País        | Título                | Intérprete    |
| ------ | ----------- | --------------------- | ------------- |
| 1.º    | Reino Unido | «Written on the Wind» | Bobby Hanna   |
| 2.º    | España      | «M'és ben igual»      | Antoni Parera |
| 3.º    | España      | «Ets tu»              | Tony Obrador  |
| 4.º    | Francia     | «La froide pluie»     | Oscar         |
| 5.º    | Argentina   | «El puente»           | Los Mismos    |
| 6.º    | Italia      | «Prega, prega»        | Little Tony   |

### Sexta edición (1969)
Con sede esta vez en el foro romano del Pueblo Español de Palma, la sexta edición del festival se celebró del 12 al 14 de junio de 1969. Las presentaciones corrieron nuevamente a cargo de Uribarri y Mir.
La Caracola de Oro se la llevó por segundo año consecutivo una canción procedente del Reino Unido: «I love you», interpretada por Andy Silver.
Algunos participantes participaron por un país distinto al de su propia nacionalidad; es el caso de la venezolana Mirla Castellanos, representante de España, o del grupo Los Mismos, presentados por Argentina. Por Suecia acudió Lil Malmkvist (hermana de la eurovisiva Siw Malmkvist).
Entre los compositores que presentaron canción a este festival destacan Domenico Modugno, Marino Marini, Ivor Raymonde o Ricardo Ceratto.
| Puesto | País        | Título                      | Intérprete        |
| ------ | ----------- | --------------------------- | ----------------- |
| 1.º    | Reino Unido | «I love you»                | Andy Silver       |
| 2.º    | España      | «Oh Dany, oh Dany»          | Mirla Castellanos |
| 3.º    | Yugoslavia  | «Otok ljubavi»              | Radoka            |
| 4.º    | Argentina   | «Catalina»                  | Los Mismos        |
| 5.º    | España      | «Si el nostre amor se'n va» | Jack Carmelo      |
| 6.º    | Bélgica     | «Flamme bleue»              | Johnny White      |
| 7.º    | Grecia      | «Tiati?»                    | Litsa Sakelario   |
| 8.º    | Italia      | «Vive l'amore mio»          | Franca Galiani    |
| 9º.    | Suecia      | «Jag fann Mallorca»         | Lil Malmkvist     |
| 10.º   | España      | «Una parella»               | Els Calafats      |

### Séptima edición (1970)
La última edición del festival se desarrolló en pleno otoño, los días 13 y 14 de noviembre de 1970 en el Auditórium. La organización justificó el cambio de fechas explicando que al ser temporada baja resultaría más fácil alojar a todos los participantes en el festival y, de paso, promocionar el turismo invernal de Mallorca. La emisión del festival pasó inadvertida, relegada a TVE 2 porque en la primera cadena se emitía el exitoso Pasaporte a Dublín.
El presentador del certamen fue Uribarri, acompañado en esta ocasión de Marisol González.
El italiano Tony Dallara ganó por segunda vez el concurso siendo esta vez, además, autor de la letra y la música.
| Puesto | País           | Título                | Intérpretes      |
| ------ | -------------- | --------------------- | ---------------- |
| 1.º    | Italia         | «E'colpa mia»         | Tony Dallara     |
| 2.º    | España         | «Balada del marinero» | Nuevas amistades |
| 3.º    | España         | «Dalt Murada»         | Carmen y Alberto |
| 4.º    | Estados Unidos | «Where Time Flies»    | Paul Muggleton   |
| 5.º    | Irlanda        | «No One Knows»        | O'Dwyer          |

## Ganadores
Los ganadores de este festival fueron:
| Año  | País        | Título                                           | Intérpretes                   |
| ---- | ----------- | ------------------------------------------------ | ----------------------------- |
| 1964 | Francia     | «Quand Palma chantait»                           | Frida Boccara y Luis Recatero |
| 1965 | España      | «Recordar»                                       | Mochi y Adriángela            |
| 1966 | Argentina   | «Margarita»                                      | Tony Dallara                  |
| 1967 | Italia      | «Ciao, ciao, ciao (Maiorca non ti dimenticherò)» | Giorgio Gaber                 |
| 1968 | Reino Unido | «Written on the wind»                            | Bob Nanna                     |
| 1969 | Reino Unido | «I love you»                                     | Andy Silver                   |
| 1970 | Italia      | «E'colpa mia»                                    | Tony Dallara                  |

## Musical Mallorca
Bien entrada la década de los setenta, José Luis Uribarri dirigió y presentó desde Palma de Mallorca una muestra de música ligera que retomaba el espíritu del antiguo Festival Internacional de la Canción de Mallorca, contando con dos fases: una demostrativa (muestra nacional del disco), y otra competitiva (certamen internacional de canciones). Se involucraron en la dirección musical del certamen Augusto Algueró júnior y su padre Augusto Algueró sénior. El nuevo espectáculo musical se denominó Musical Mallorca y celebró cuatro ediciones entre 1975 y 1978. Su fin se precipitó por las protestas del Sindicato Profesional Independiente de Músicos y Artistas de Baleares porque en ninguna de las cuatro ediciones celebradas se contrató a músicos de las islas Baleares pese a existir muchos profesionales en paro.